# Soufrière (Guadeloupe)
Pour les articles homonymes, voir Soufrière.
La Soufrière, surnommée « vyé madanm la » en créole guadeloupéen, littéralement « la vieille dame » en français, est un volcan en activité situé sur le territoire de la commune de Saint-Claude en Guadeloupe, dans le parc national de la Guadeloupe et la réserve de biosphère de l'archipel de la Guadeloupe, dans le sud de l'île de Basse-Terre. La commune de Basse-Terre, chef-lieu du département et région d'outre-mer, se trouve à une dizaine de kilomètres au sud-ouest et les chutes du Carbet sur son flanc est. C’est le seul volcan actif de l’île, actuellement à l’état de repos éruptif.
La Soufrière fait partie d’un ensemble volcanique comprenant plusieurs bouches éruptives qui, en plus du dôme de lave principal, a formé plusieurs autres dômes, cônes (le morne Carmichaël, la Citerne, etc.) et cratères ; des sources chaudes sur les flancs du volcan et zones de fumerolles sont apparues au niveau des zones les plus actives.

## Géographie

### Situation, topographie

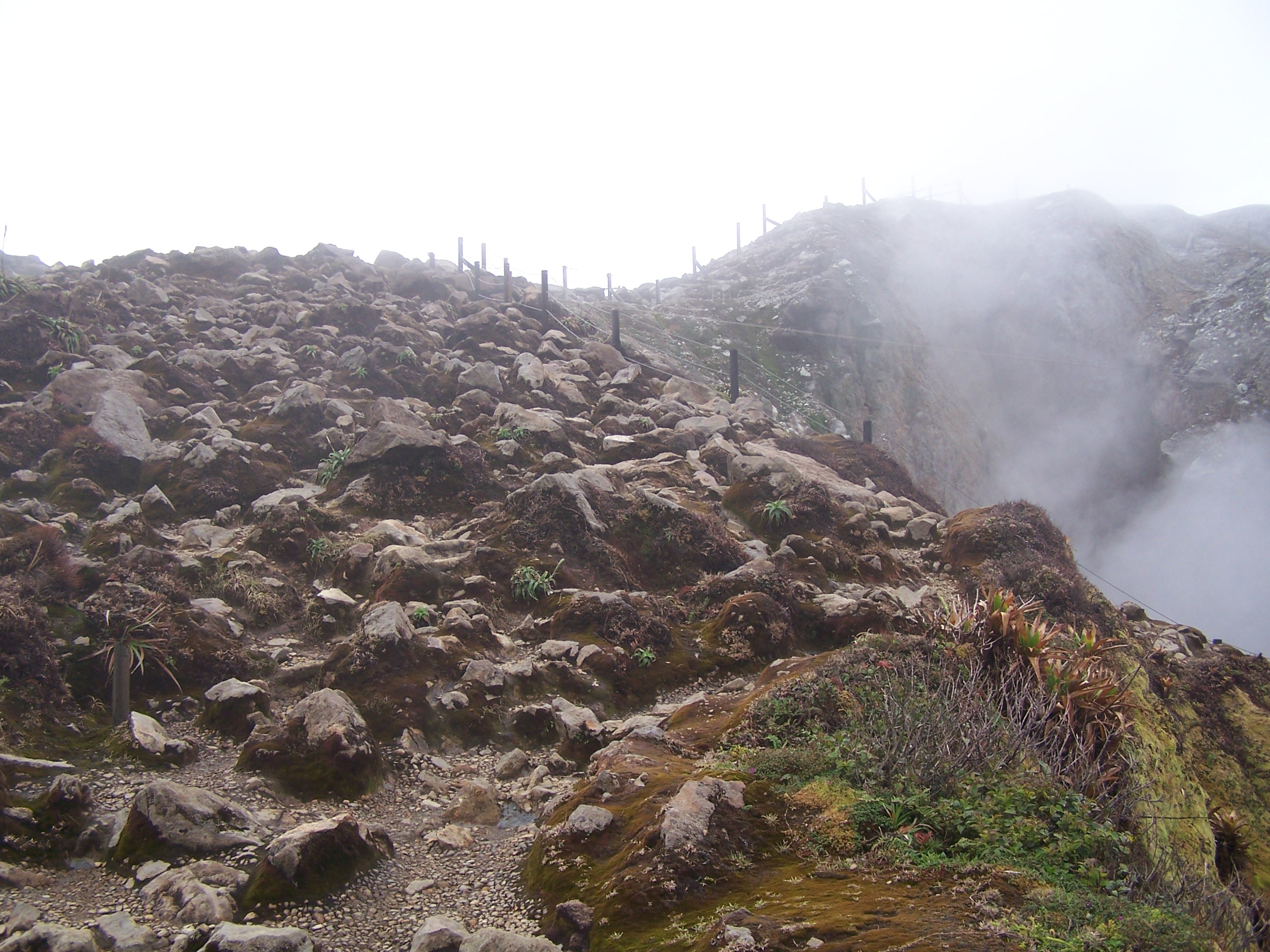
Le sommet de la Soufrière avec des fumerolles s'échappant d'un gouffre sur la droite.

Le sommet de la Soufrière, appelé La Découverte, culmine à une altitude de 1 467 mètres, ; c'est le plus haut sommet de la Guadeloupe et plus largement des Petites Antilles. Ce dôme de lave prend la forme d’un cône tronqué de 900 mètres de diamètre à sa base. Il n’y a pas de véritable cratère mais plusieurs bouches éruptives, des gouffres d’où s’échappent des vapeurs sulfureuses et des entailles profondes. Le paysage est rocheux et chaotique, quasi lunaire, hérissé de pitons. Il est souvent recouvert de brumes. Plusieurs pistes balisées parcourent le sommet volcanique.
Entourant la bouche éruptive principale, d'autres structures se sont formées au cours d'éruptions. Il s'agit de dômes de lave (le morne Amic, le morne Dongo, la Madeleine), de cônes volcaniques (le morne Carmichaël, la Citerne, l'Échelle, la Grande Découverte, le Gros Fougas, le morne Lenglet) et de petits cratères sur le dôme principal (Amic, gouffres Dupuis et Tarissan, cratère Napoléon).
La Soufrière est un volcan actif de type péléen — explosif à nuées ardentes —, donc très dangereux, et de formation récente (100 000 à 200 000 ans). Son activité actuelle est marquée par des fumerolles, des vapeurs sulfureuses et des sources chaudes sur différents points du sommet. Il est le seul à être actif en Guadeloupe depuis les dernières 10 000 années.

### Climat
Le climat au sommet du volcan est frais (15 à 22 °C), brumeux et parfois venteux. Les précipitations mesurées peuvent atteindre une hauteur de 12 000 mm/an.

### Faune et flore
La végétation sur les flancs de la Soufrière est remarquable pour sa biodiversité. Elle s'étage sur trois niveaux :
- la forêt tropicale dense jusqu'à 1 100 mètres ;
- les maquis humides denses, entre 1 100 et 1 400 mètres, composés d'arbustes ne dépassant pas deux mètres de hauteur (entre autres, Schefflera attenuata, Clusia mangle, Miconia coriacea) ;
- les prairies sommitales d'où émergent des bromeliaceae : Guzmania plumieri omniprésent, et surtout Pitcairnia bifrons, espèce pionnière présente jusqu'au bord des bouches éruptives.

Cette flore a été singulièrement décrite dans l'ouvrage Une excursion à La Soufrière, du botaniste Henri Stehlé et son épouse Madeleine Stehlé, en 1958.
Du côté faunistique, le volcan de la Soufrière est l'habitat d'une araignée endémique de l'île : Holothele sulfurensis, qui se rencontre à une altitude comprise entre 700 et 1 465 m.

## Histoire

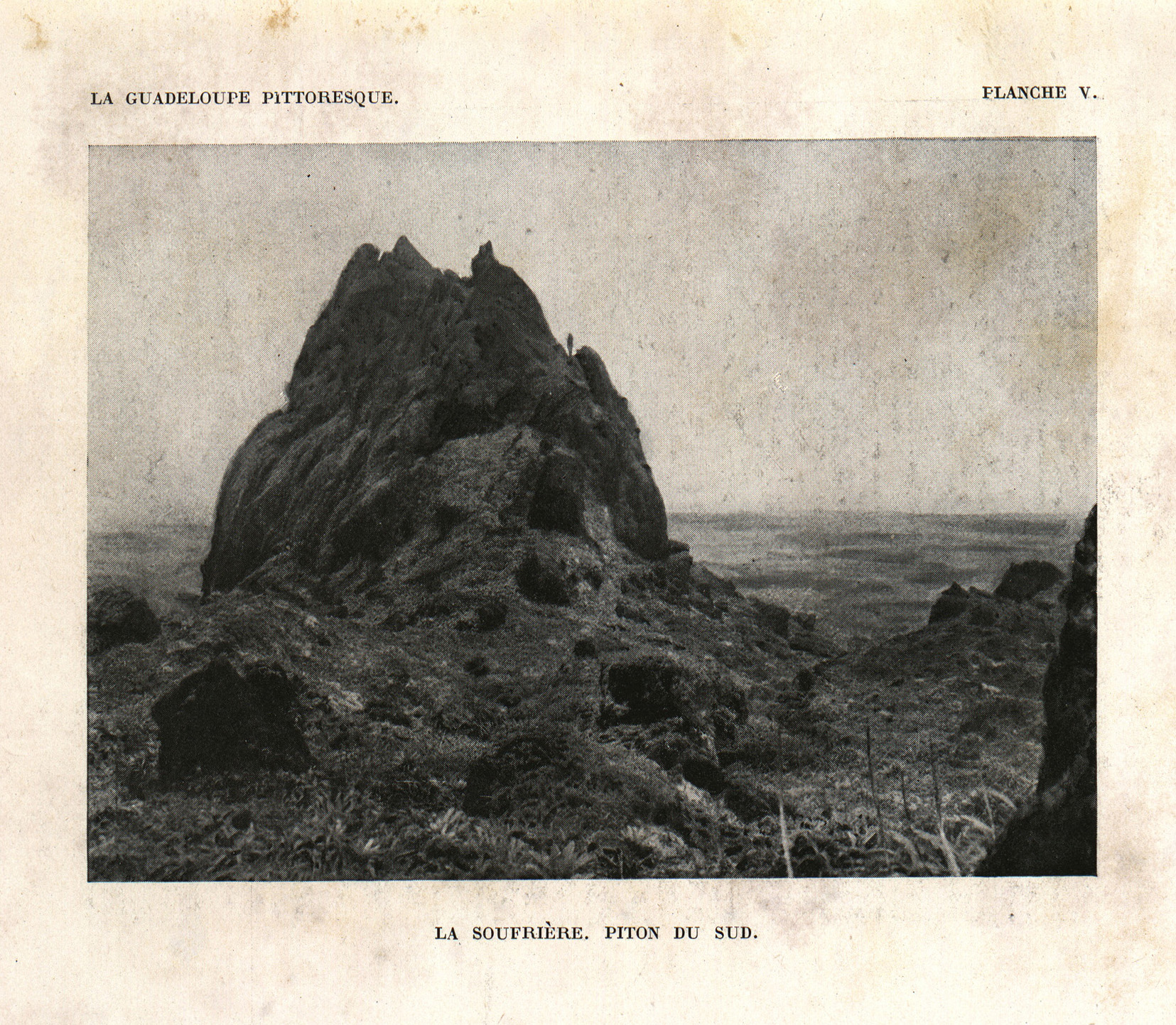
Photographie du piton du Sud de la Soufrière, au début du XXe siècle, extrait de La Guadeloupe pittoresque : les volcans, les rivières du sud, les étangs (pl.).

### Avant l'observatoire
La dernière éruption magmatique explosive de la Soufrière date du XVe siècle, ou peut-être d'autour de 1530 avec plus ou moins 30 ans d'incertitude.
La première description de la Soufrière est le fait du père Jacques Du Tertre dans L'Histoire générale des Antilles habitées par les François paru en 1667-1671.
En 1797, une éruption phréatique d’importance eut lieu. Il ne peut être exclu que cette éruption-là ait été elle aussi celle d’une nappe captive et non d’une nappe phréatique, c’est-à-dire mise à la pression atmosphérique. Une éruption phréatique mineure a lieu en 1956, la première depuis la création de l'observatoire volcanologique et sismologique de Guadeloupe en 1950.

### Éruption de 1976
La dernière éruption de la Soufrière date de 1976 ; il s'agissait d'une éruption phréatique. Elle a conduit à l’évacuation de la partie sud de la Basse-Terre ainsi que de la préfecture, soit 73 600 personnes sur trois mois et demi. Aucun mort n'a été déploré. À partir de 1975, un certain nombre de tremblements de terre (16 000 séismes et 26 explosions sont répertoriés de 1975 à 1977) ont alerté les sismographes de l'observatoire volcanologique. Ces secousses sont allées en s’intensifiant dans le courant de l’année 1976. Dès novembre 1975, le préfet fut averti des dangers potentiels et de la nécessité de mettre en place un plan d’évacuation. La première explosion eut lieu le 8 juillet 1976. Les séismes ont très probablement réactivé une série de failles colmatées par de vieux matériaux (argiles et roches magmatiques). Cette crise de tremblements de terre fut la cause vraisemblable de la baisse brutale de la pression accumulée à l’intérieur d'une nappe captive chauffée, telle une cocotte minute, par les gaz échappés du magma profond, provoquant la pulvérisation de roches, et la sortie de coulées de boue (lahar), de gaz acides et de vapeurs d’eau. Au sud de Basse-Terre, 25 000 personnes évacuèrent spontanément la zone pour se réfugier vers la Grande-Terre, hors d'atteinte. L’activité volcanique continua encore quelques mois après cette éruption, avec d'autres coulées de boue et émissions de cendres. Le 8 juillet 1976, un important lahar dévale la vallée de la rivière du Carbet sur 3,5 km de longueur. Il a une largeur de 30 à 50 mètres et une épaisseur de 15 à 20 mètres. Un second dévale la rivière du Galion le 30 août 1976. Le 15 août, l'évacuation totale et obligatoire du sud de Basse-Terre fut ordonnée. Elle dura jusqu’au 18 novembre 1976.
Le réalisateur Werner Herzog parcourut la ville déserte de Basse-Terre durant l'évacuation totale et décrivit la situation et l'attente de la catastrophe avec le court métrage La Soufrière.
Une polémique très médiatisée éclata entre les scientifiques Claude Allègre et Haroun Tazieff sur la nécessité de l’évacuation. Claude Allègre préconisa l’évacuation de la population, affirmant catégoriquement qu'avec l'hypothèse de l'intrusion magmatique, l’éruption serait grave, alors qu'Haroun Tazieff soutint que l’éruption était sans danger, toutes les analyses d’échantillons prélevés sur le volcan établissant qu’il n’y avait pas de montée de magma frais et qu'il s'agissait uniquement d'un phénomène phréatique. Le préfet décida tout de même l’évacuation mais l’éruption ne fit d’autres dommages que matériels.

### Activité depuis 1992
À partir de 1992 et surtout depuis 2018,, l'activité sismique sous la Soufrière s'intensifie, les séismes étant à la fois plus nombreux et plus puissants,,. Plusieurs épisodes sismiques durant de quelques heures à quelques jours se succèdent au fil des mois et durant lesquels plusieurs dizaines à plusieurs centaines de secousses peuvent survenir, la plupart à une magnitude inférieure à 1 mais pouvant aller jusqu'à 4,1 le 27 avril 2018, la plus puissante secousse de la Soufrière depuis la crise éruptive de 1976. Les hypocentres qui peuvent être détectés entre 0,1 kilomètre et 7 kilomètres de profondeur le sont en majorité à environ 2,5 à 3 kilomètres de la surface,,.
Ces secousses, associées à un gonflement du sommet du volcan et à une augmentation du flux de chaleur interne et de l'activité des fumerolles, sont interprétées comme l'arrivée de gaz volcaniques qui perturbent la circulation des eaux hydrothermales souterraines mais non à une arrivée de magma qui provoquerait des phénomènes similaires mais d'une autre ampleur (séismes plus profonds, anomalie thermique plus marquée, gonflement plus étendu du volcan),. Une éruption volcanique magmatique, bien que très difficile à prévoir dans le temps, ne serait ainsi pas d'actualité.

## Activités

### Évaluation et prévention des risques

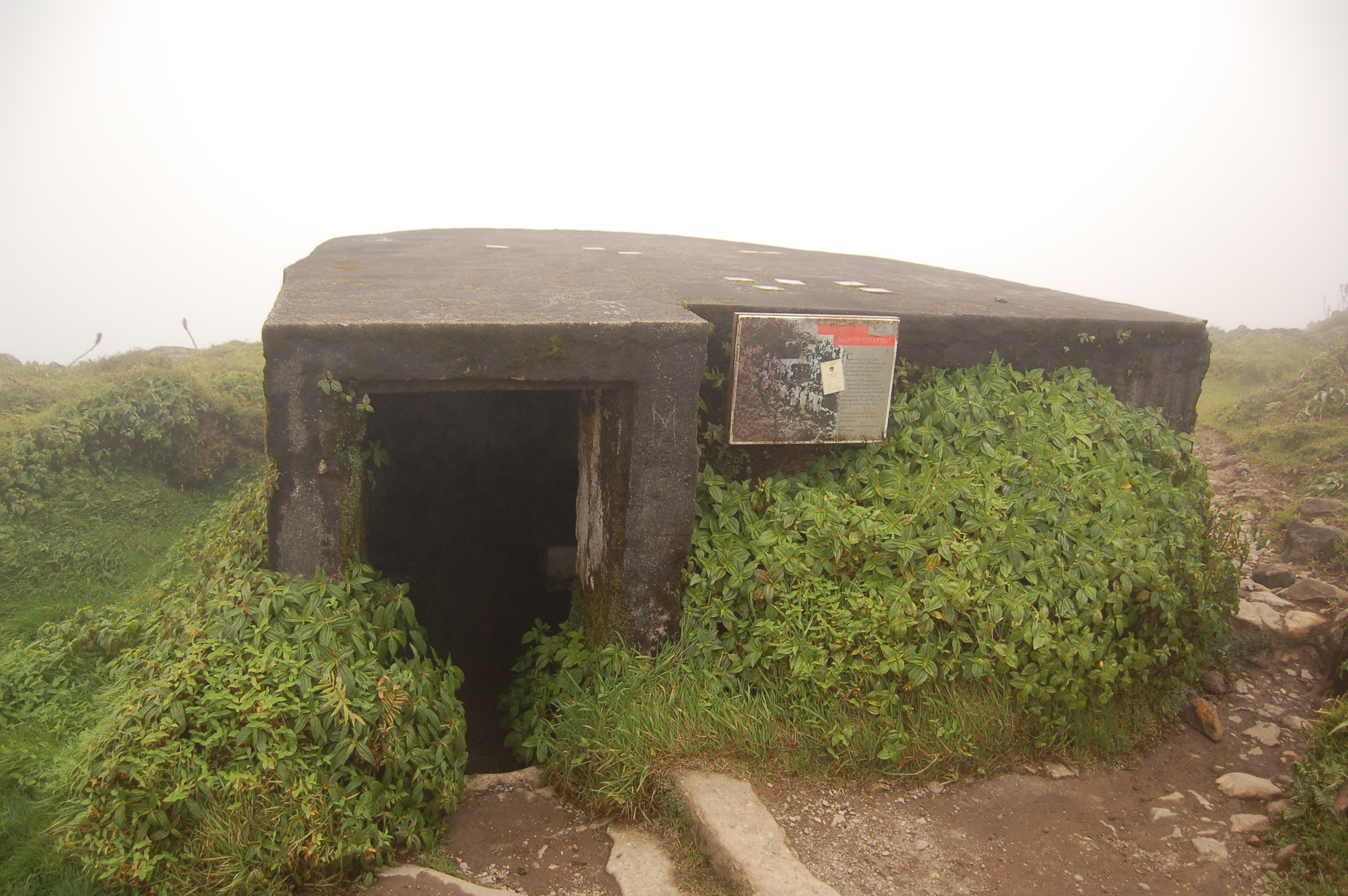
Un abri en béton en cas d'intempéries au sommet de la Soufrière.

L’observation de la Soufrière débuta en 1950 avec la création du laboratoire de physique du globe à Saint-Claude, dépendant de l’institut de physique du globe de Paris. Deux sismographes furent installés immédiatement. C’est grâce à cet observatoire que l’éruption phréatique de 1976 fut détectée à l’avance.
En 1989, un observatoire plus moderne fut construit sur la commune de Gourbeyre, à neuf kilomètres au sud-ouest de la Soufrière : l'observatoire volcanologique et sismologique de Guadeloupe. Ses missions sont :
- la surveillance de l’activité volcanique de la Soufrière ;
- la surveillance de la sismicité régionale ;
- la participation à des travaux de recherche ;
- l’information préventive sur les risques sismiques et volcaniques.

### Ascension

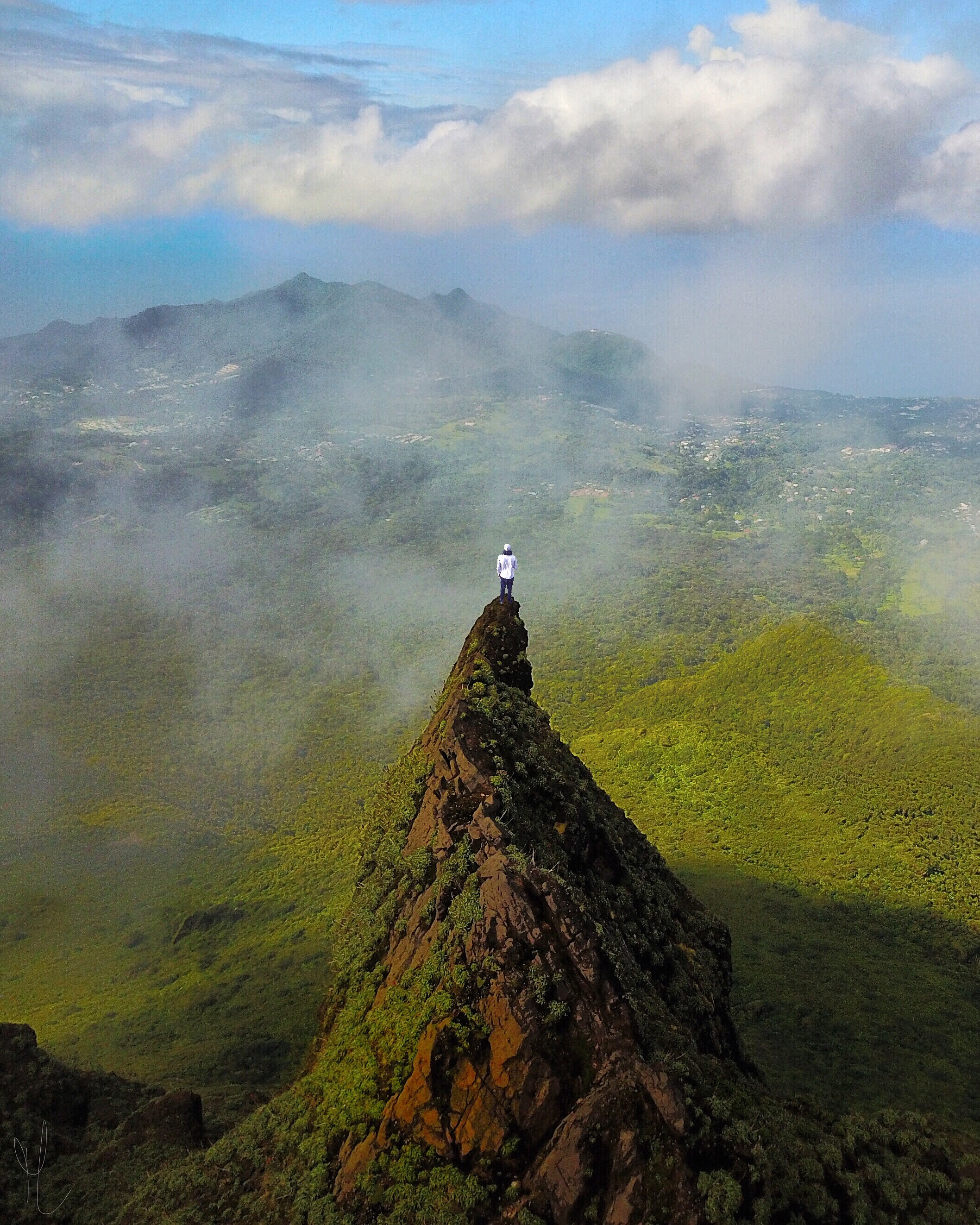
Ascension de la Soufrière.

L’accès au sommet de la Soufrière est possible via des circuits de randonnée pédestre. Certains secteurs au sommet restent interdits en raison de gaz acides et toxiques. L'ascension est relativement facile, mais certaines précautions restent nécessaires.
Le départ classique se fait à partir des Bains Jaunes (altitude 950 mètres), puis il faut prendre la trace du pas du Roy. L'accès direct en voiture au parking de la savane à Mulets (altitude 1 140 m) n'est plus possible depuis le séisme des Saintes du 21 novembre 2004 qui a entrainé l’éboulement d’un flanc du piton Tarade.

### Vidéographie
- « La soufrière » [vidéo], sur ina.fr, Journal de 20 heures (France 2), 15 août 1976
- « La Soufrière » [vidéo], sur ina.fr, Entretien avec Haroun Tazieff (volcanologue), TF1 Actualités Dernière, 13 septembre 1976
- Une vieille dame pas tranquille de Hubert Roy, présenté par Michel Huet, coll. « 3 randonnées en Guadeloupe, 2 », 1996, K7, 60 min  (EAN 3307535781204), (OCLC 765998937)
- Le massif de la Soufrière de Guadeloupe : de la forêt hygrophile à la végétation sommitale, de Roger Valy-Plaisant (prod., éd., distrib : CRDP de l'Académie de la Guadeloupe), 2012, DVD, 20 min, (OCLC 828235885)